# Unione Sportiva Lucchese Libertas 1949-1950
Questa voce raccoglie le informazioni riguardanti il l'Unione Sportiva Lucchese Libertas nelle competizioni ufficiali della stagione 1949-1950.

## Rosa
| N. |                   | Ruolo | Calciatore         |
| -- | ----------------- | ----- | ------------------ |
|    | Italia (bandiera) | P     | Duilio Zotti       |
|    | Italia (bandiera) | P     | Luigi Geatti       |
|    | Italia (bandiera) | P     | Angelo Arrighi     |
|    | Italia (bandiera) | D     | Bruno Padulazzi    |
|    | Italia (bandiera) | D     | Araldo Caprili     |
|    | Italia (bandiera) | C     | Rino Ferrario      |
|    | Italia (bandiera) | C     | Menotti Avanzolini |
|    | Italia (bandiera) | C     | Gianni Toppan      |
|    | Italia (bandiera) | C     | Vittorio Bravo     |
|    | Italia (bandiera) | A     | Carlo Scarpato     |

| N. |                     | Ruolo | Calciatore           |
| -- | ------------------- | ----- | -------------------- |
|    | Italia (bandiera)   | A     | Renato Cattaneo      |
|    | Ungheria (bandiera) | A     | Mihály Kincses       |
|    | Italia (bandiera)   | A     | Elio Onorato         |
|    | Italia (bandiera)   | A     | Bruno Mazza          |
|    | Italia (bandiera)   | A     | Ferruccio Valcareggi |
|    | Italia (bandiera)   | A     | Franco Mori          |
|    | Italia (bandiera)   | A     | Carlo Lenci          |
|    | Italia (bandiera)   | A     | Luigi Rosellini      |
|    | Ungheria (bandiera) | A     | Gyula Tóth           |

## Risultati

### Serie A

#### Girone di andata
| 11 settembre 1949 1ª giornata | Lucchese | 2 – 2 | Lazio |  |

| 18 settembre 1949 2ª giornata | Lucchese | 7 – 2 | Triestina |  |

| 25 settembre 1949 3ª giornata | Novara | 5 – 0 | Lucchese |  |

| 2 ottobre 1949 4ª giornata | Torino | 3 – 1 | Lucchese |  |

| 9 ottobre 1949 5ª giornata | Lucchese | 2 – 1 | Palermo |  |

| 16 ottobre 1949 6ª giornata | Bari | 2 – 1 | Lucchese |  |

| 20 ottobre 1949 7ª giornata | Lucchese | 2 – 2 | Genoa |  |

| 23 ottobre 1949 8ª giornata | Atalanta | 1 – 1 | Lucchese |  |

| 30 ottobre 1949 9ª giornata | Lucchese | 1 – 3 | Fiorentina |  |

| 6 novembre 1949 10ª giornata | Pro Patria | 2 – 2 | Lucchese |  |

| 13 novembre 1949 11ª giornata | Milan | 2 – 0 | Lucchese |  |

| 20 novembre 1949 12ª giornata | Lucchese | 3 – 1 | Como |  |

| 4 dicembre 1949 13ª giornata | Roma | 2 – 2 | Lucchese |  |

| 8 dicembre 1949 14ª giornata | Lucchese | 0 – 5 | Inter |  |

| 11 dicembre 1949 15ª giornata | Lucchese | 6 – 3 | Padova |  |

| 18 dicembre 1949 16ª giornata | Lucchese | 3 – 0 | Sampdoria |  |

| 26 dicembre 1949 17ª giornata | Venezia | 1 – 0 | Lucchese |  |

| 1 gennaio 1950 18ª giornata | Juventus | 1 – 2 | Lucchese |  |

| 8 gennaio 1950 19ª giornata | Lucchese | 1 – 1 | Bologna |  |

#### Girone di ritorno
| 15 gennaio 1950 20ª giornata | Lazio | 4 – 2 | Lucchese |  |

| 22 gennaio 1950 21ª giornata | Triestina | 2 – 0 | Lucchese |  |

| 29 gennaio 1950 22ª giornata | Lucchese | 2 – 1 | Novara |  |

| 5 febbraio 1950 23ª giornata | Lucchese | 2 – 2 | Torino |  |

| 12 febbraio 1950 24ª giornata | Palermo | 1 – 1 | Lucchese |  |

| 19 febbraio 1950 25ª giornata | Lucchese | 3 – 0 | Bari |  |

| 23 febbraio 1950 26ª giornata | Genoa | 1 – 1 | Lucchese |  |

| 5 marzo 1950 27ª giornata | Lucchese | 4 – 2 | Atalanta |  |

| 12 marzo 1950 28ª giornata | Fiorentina | 2 – 0 | Lucchese |  |

| 19 marzo 1950 29ª giornata | Lucchese | 1 – 3 | Pro Patria |  |

| 26 marzo 1950 30ª giornata | Lucchese | 0 – 2 | Milan |  |

| 9 aprile 1950 31ª giornata | Como | 4 – 0 | Lucchese |  |

| 16 aprile 1950 32ª giornata | Lucchese | 3 – 1 | Roma |  |

| 23 aprile 1950 33ª giornata | Inter | 6 – 3 | Lucchese |  |

| 30 aprile 1950 34ª giornata | Padova | 3 – 2 | Lucchese |  |

| 7 maggio 1950 35ª giornata | Sampdoria | 3 – 1 | Lucchese |  |

| 14 maggio 1950 36ª giornata | Lucchese | 2 – 0 | Venezia |  |

| 21 maggio 1950 37ª giornata | Lucchese | 1 – 2 | Juventus |  |

| 28 maggio 1950 38ª giornata | Bologna | 1 – 1 | Lucchese |  |

## Statistiche

### Statistiche di squadra
| Competizione | Punti | In casa | In casa | In casa | In casa | In casa | In casa | In trasferta | In trasferta | In trasferta | In trasferta | In trasferta | In trasferta | Totale | Totale | Totale | Totale | Totale | Totale | DR  |
| Competizione | Punti | G       | V       | N       | P       | Gf      | Gs      | G            | V            | N            | P            | Gf           | Gs           | G      | V      | N      | P      | Gf     | Gs     | DR  |
| ------------ | ----- | ------- | ------- | ------- | ------- | ------- | ------- | ------------ | ------------ | ------------ | ------------ | ------------ | ------------ | ------ | ------ | ------ | ------ | ------ | ------ | --- |
| Serie A      | 32    | 19      | 10      | 4       | 5       | 45      | 33      | 19           | 1            | 6            | 12           | 20           | 46           | 38     | 11     | 10     | 17     | 65     | 79     | -14 |

### Statistiche dei giocatori
| Giocatore     | Serie A  | Serie A |
| Giocatore     | Presenze | Reti    |
| ------------- | -------- | ------- |
| A. Arrighi    | 2        | -7      |
| M. Avanzolini | 25       | 0       |
| V. Bravo      | 1        | 0       |
| A. Caprili    | 18       | 0       |
| R. Cattaneo   | 31       | 9       |
| R. Ferrario   | 31       | 1       |
| L. Geatti     | 13       | -27     |
| M. Kincses    | 30       | 19      |
| C. Lenci      | 19       | 5       |
| B. Mazza      | 28       | 9       |
| F. Mori       | 21       | 2       |
| E. Onorato    | 30       | 10      |
| B. Padulazzi  | 38       | 1       |
| L. Rosellini  | 17       | 1       |
| C. Scarpato   | 37       | 2       |
| G. Toppan     | 22       | 0       |
| G. Toth       | 5        | 0       |
| F. Valcareggi | 27       | 4       |
| D. Zotti      | 23       | -45     |